# Étude à l'huile

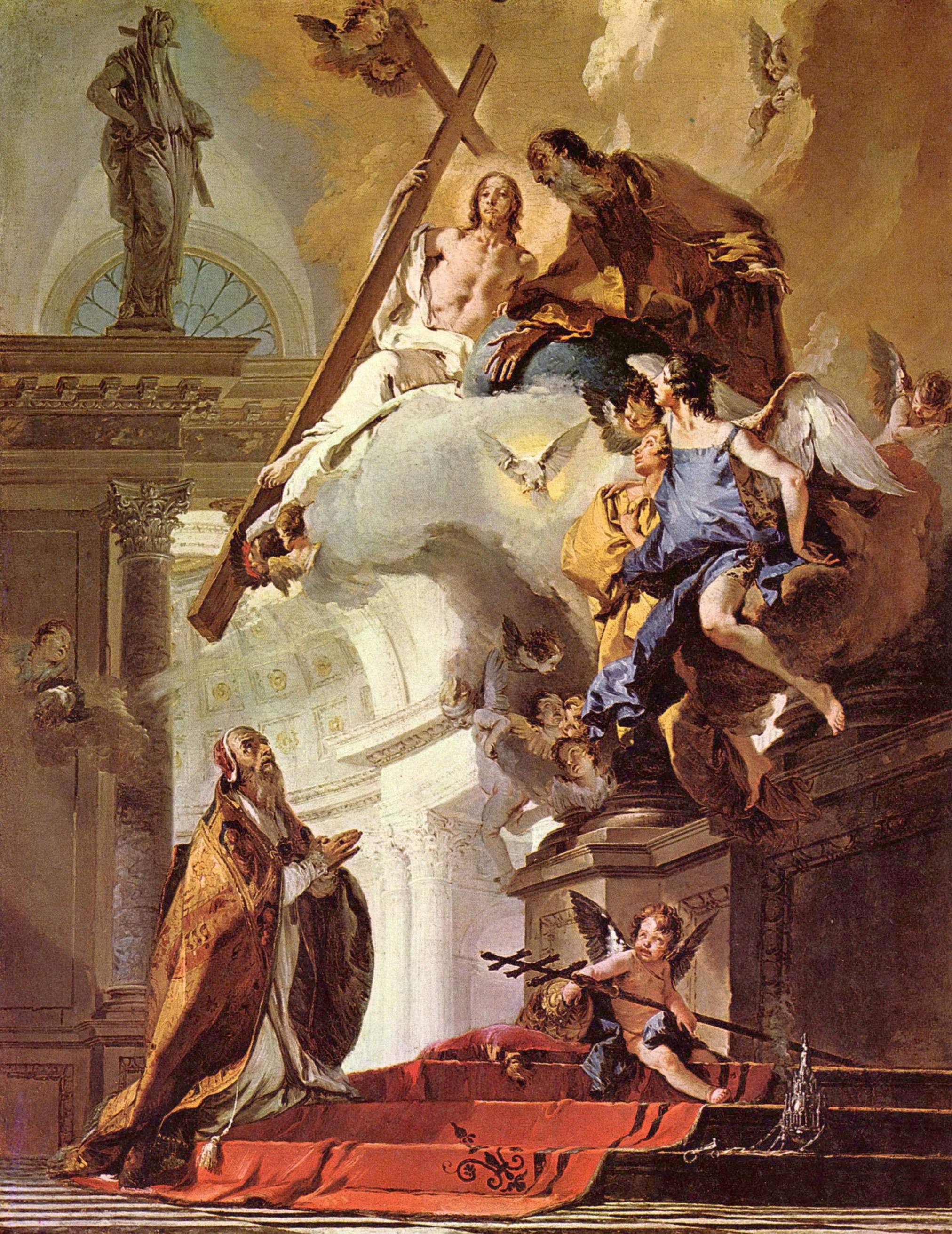
Étude à l'huile modello de Tiepolo, réalisée pour préparer un retable de cinq mètres de haut.

Une étude à l'huile ou croquis à l'huile est une œuvre réalisée principalement sous forme de peinture à l'huile ébauchée et non destinée à être un produit final. Elles étaient originellement créées comme études préparatoires — ou modello — afin de les présenter comme prototype à faire valider par le commanditaire en vue de réaliser la véritable œuvre, de plus grandes dimensions.
Elles étaient également utilisées comme modèle pour des spécialistes d'autres supports tels que la gravure ou la tapisserie (avec les cartons pour tapisserie).
Elles furent par la suite produites comme œuvres à part entière, souvent sans volonté de s'en servir pour réaliser des œuvres plus grandes.

## Description
Le medium habituel pour faire des modelli était l'esquisse en dessin. Mais un croquis à l'huile, même s'il est réalisé avec un éventail limité de couleurs, permet de mieux suggérer le ton de l'œuvre projetée. Il est aussi possible de mieux transférer le flux et l'énergie d'une composition en peinture qu'en dessin. Pour un peintre avec une technique exceptionnelle, la production d'une étude à l'huile peut être aussi rapide qu'un dessin. De par sa rapidité d'exécution, l'étude à l'huile peut être utilisée pour exprimer le mouvement et les effets de transition de lumière et de couleur, et sa nature gestuelle peut représenter un parallèle mimétique à l'action du sujet.
Le peintre allemand Gerhard Richter décrit son utilisation de l'étude à l'huile à l'occasion de l'évocation de sa peinture abstraite Abstract Painting No. 439 ainsi :

« Je ne peins pas les études à l'huile avec l'intention de les utiliser pour les grands tableaux, mais j'utilise par la suite certaines d'entre elles comme des motifs pour ces grands tableaux. [...] On dirait que les études à l'huile ont été peintes à la va-vite, mais je mets souvent plus de temps à les faire que pour les grandes peintures, car elles sont de temps en temps modifiées pour paraître le plus hétérogène possible. »

## Histoire

### Polidoro da Caravaggio invente l'étude à l'huile
L'un des premiers artistes à produire des études à l'huile fut Polidoro da Caravaggio, fin dessinateur et élève de Raphaël du XVIe siècle. Ses études sont apparemment toutes liées à des œuvres réalisées à plus grande échelle, et sont d'ailleurs assez grandes et réalisées sur panneau. Parfois, plusieurs études préparatoires de la même composition ont survécu.

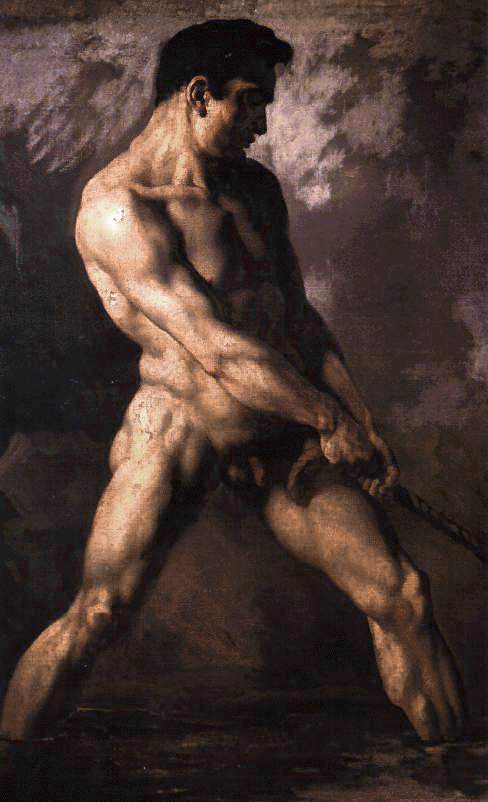
Étude à l'huile d'un homme nu, de Théodore Géricault

Au début du XVIIe siècle, l'utilisation l'étude à l'huile est largement répandu ; il convenait alors au drame de la peinture baroque. Pierre Paul Rubens en fit un grand usage, à mode d'étude préparatoire aussi bien que comme modelli destinés aux clients, à ses propres assistants ou aux graveurs et aux tisserands ; leur degré de fini varie en fonction du destinataire. Les études de Rubens influencèrent plusieurs peintres dont Antoine van Dyck qui n'utilisait normalement pas d'études à l'huile pour ses portraits, qui représentaient la plus grande partie de sa production. Mais il l'a abondamment utilisé pour sa séries d'estampe Iconographia ainsi que pour d'autres œuvres telles qu'un projet de cartons pour tapisserie et des peintures religieuses.

### Castiglione pionnier de l'étude à l'huile comme œuvre propre
Le premier à avoir produit des études à l'huile en tant qu'œuvre à part entière fut Giovanni Benedetto Castiglione, un très fécond créateur de compositions, bien que d'une faible diversité de sujets. Il grandit et fut formé à Gênes et semble avoir été en contact avec Pierre Paul Rubens et Antoine van Dyck lors de leur séjour dans la ville. Il produisit un très grand nombre de petites œuvres, principalement sur papier et en mélangeant les techniques et les supports — dessin, gouache, finition à l'huile, huile avec des détails à la plume, etc. Les détails sont typiquement réduits aux éléments clés de la composition, avec le gros du sujet qui est transmis d'une façon que l'on pourrait qualifier d'« impressionniste ». À cette époque, le marché des collectionneurs d'étude en dessin était bien développé et leur énergie et liberté appréciées. Les croquis de Castiglione semblaient profiter jusqu'à un certain point de cette appréciation et semblent plus inachevés et désinvoltes qu'ils ne le sont réellement — un concept qui aura du succès.

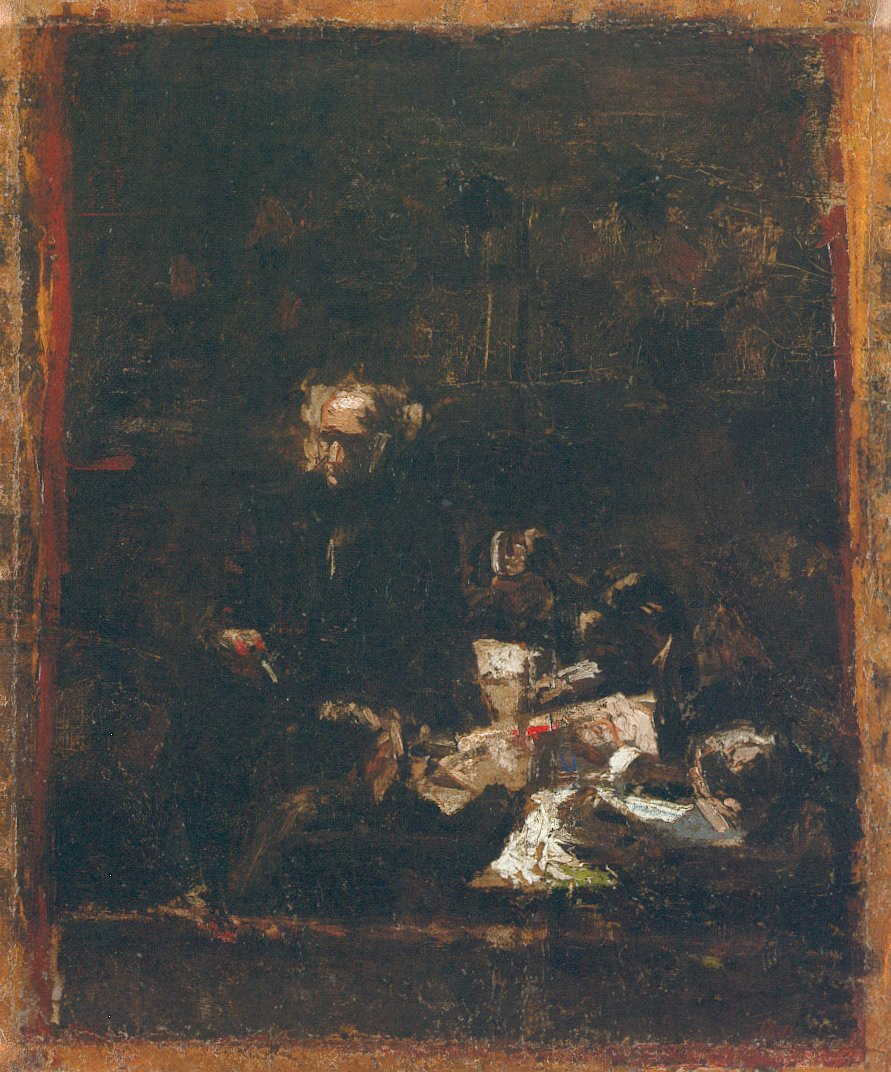
Étude à l'huile pour La Clinique du docteur Gross de Thomas Eakins.

Un producteur systématique de petits modelli sur toile avec un haut degré de finition fut le peintre vénitien du XVIIIe siècle Giovanni Battista Tiepolo, dont la superbe technique est souvent mise le plus en valeur lorsqu'il réduit un très grand retable à une interprétation vive mais précise à l'échelle d'une gravure. Vers la même époque, Jean-Honoré Fragonard produisait la série Figures de fantaisie, des portraits à mi-corps de sujets imaginaires, prétendant les avoir peints en une heure.

### Démocratisation de l'étude à l'huile
Au XIXe siècle, les croquis à l'huile — ou études à l'huile si elles ont été réalisées à cette période — étaient devenues très communes, aussi bien comme étude préparatoire que comme œuvre propre. La popularité des études à l'huile engendra le besoin d'établir des distinctions. L'« esquisse » tendait à être inspirante ou imaginative, trouvant souvent son origine dans la littérature ou l'art ; l'« étude » tendait à représenter une observation de la nature, d'après nature. Dans la peinture académique, le « croquis » était une petite étude de composition gestuelle, et l'« ébauche » est une exposition dynamique de peinture sur une grande toile sous forme d'état temporaire d'une peinture qui sera amenée à être beaucoup plus élaborée.

Seascape Study with Rain Cloud (1827,), de John Constable.

John Constable utilisa abondamment les études pour ses paysages, tous les deux à petite échelle, souvent dans un carnet de croquis en papier, ou bien à l'échelle réelle pour ses plus grandes « six-footers » qu'il utilisait pour affiner ses compositions.
Eugène Delacroix, Théodore Géricault, Édouard Manet et Edgar Degas utilisaient eux aussi beaucoup cette ressource. Pour certaines d'entre elles, Degas peignait en « essence ». Georges Seurat réalisa plusieurs petites études à l'huile minutieuses pour ses œuvres de grandes dimensions. Cependant, avec l'avènement de l'impressionnisme et du modernisme, la pratique du dessin ou de la peinture préparatoire tendit à décliner. L'abandon de la part de nombreux artistes du haut niveau de détail et de finition à la faveur d'une approche plus spontanée et « malerisch » réduisit la distinction entre un croquis détaillé et une peinture achevée. Les études de Rubens ou Tiepolo, par exemple, ont une au moins aussi bonne finition que beaucoup des peintres à l'huile du XXe siècle. De nombreux artistes, particulièrement ceux qui travaillent dans des styles plus traditionnels, utilisent encore de nos jours l'étude à l'huile. Francis Bacon est un exemple d'artiste qui a appelé la plupart de ses plus importantes — et de grande taille — œuvres achevées des « études », comme par exemple ses Trois études de figures au pied d'une crucifixion ou son Étude du Pape Innocent X, qui fut vendue aux enchères pour 52,7 millions de dollars.